# Эдвард Саксен-Веймар-Эйзенахский
Эдуард Саксен-Веймарский ((англ. Edward, prince of Saxe-Weimar) полное имя — Уильям Август Эдуард Саксен-Веймар-Эйзенахский (англ. Prince William Augustus Edward of Saxe-Weimar-Eisenach; 11 октября 1823 — 16 ноября 1902, Лондон) — британский фельдмаршал.

## Детство
Эдуард был сыном Бернарда Саксен-Веймар-Эйзенахского (1792—1862) и его жены Иды (1794—1852), дочери герцога Георга I Саксен-Мейнингенского. При рождении мальчик получил длинное имя Уильям Август Эдуард Саксен-Веймар-Эйзенахский, но Dictionary of National Biography и Оксфордский биографический словарь именуют его краткоо Эдуард, принц Саксен-Веймарский. Хотя и по отсовской и по материнской линии Эдуард был внуком германских герцогов Карла Августа Саксен-Веймар-Эйзенахского и Георга I Саксен-Мейнингенского Эдуард родился и почти всю жизнь провел в Великобритании. Мальчик вырос при дворе своей тети Аделаиды (сначала принцессы, а с 1830 года королевы Великобритании). Его товарищами по детским играм были принцесса Виктория и Георг, герцог Кембриджский.

## Карьера

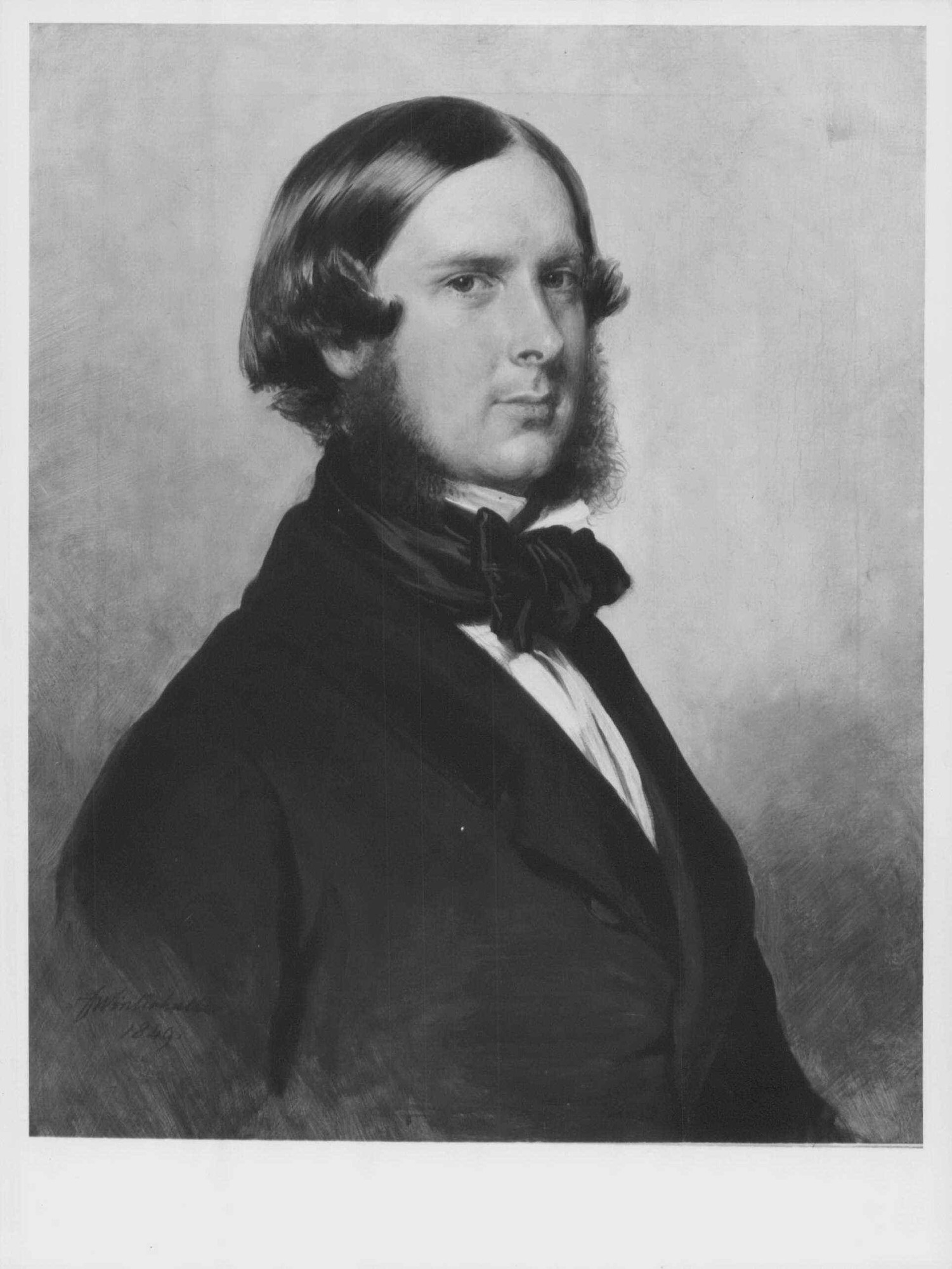
Франц Ксавер Винтерхальтер Принц Эдуард в 1849 году

После натурализации в качестве британского подданного Эдуард учился в Королевском военном училище в Сандхерсте. Окончив училище он 1 июня 1841 года в звании прапорщика начал службу в британской армии. Первоначально он служил в 67 пехотном полку, но затем был переведён в Гренадерскую гвардию. Там Эдуард получил звание лейтенанта, а 19 мая 1846 года стал капитаном. С ноября 1850 года по декабрь 1851 года Эдуард был адъютантом.
Во время Крымской войны в качестве бревет-майора (с июня 1854 года) сопровождал 3-й гренадерский гвардейский батальон в Крым. Принимал участие в нескольких битвах: в сентябре 1853 в битве при Альме, с октября 1854 в осаде Севастополя (где получил ранение), в октябре 1854 в Балаклавском сражении, в ноябре 1854 в Инкерманском сражении. 19 октября 1854 года находясь в окопах под Севастополем был ранен. В Инкерманском сражении отбил атаку русской армии на свой фланг. 15 июня 1855 года Эдуард был назначен флигель-адъютантом лорда Реглана и через три дня предпринял отчаянную, но безуспешную атаку на Малахов курган и на Третьий бастион. 5 октября 1855 года Эдуард был назначен полковником и адъютантом королевы Виктории и занимал эту должность до 22 февраля 1869 года, когда он был произведен в генерал-майоры.
Также за участие в Крымской войне Эдуард получил носителем множество наград: орден Бани, орден Почетного легиона, 4-ю степень Ордена Меджидие и Крымскую и Турецкую медали.
С 1 апреля 1870 года по 31 июля 1876 года он был командиром Home District. 6 июля 1877 года Эдуард стал генерал-лейтенантом. С 1 октября 1878 по 30 апреля 1883 возглавлял войска Южного командования. 14 ноября 1879 года стал генералом. В 1881 году покинув пост в Южном командовании четыре года был безработным. С октября 1885 по до 30 сентября 1890 года главнокомандующий британскими войсками в Ирландии и в этом качестве занимал должность члена Тайного совета Ирландии. В эти годы принц получил новые награды: 24 мая 1881 года он стал командором ордена Бани, 21 июня 1887 получил Большой Крест ордена Бани.
В 1890 году Эдуард вышел в отставку, но с 1888 года до смерти командовал 1-м лейб-гвардейским полком.
22 июня 1897 году Эдуард был назначен фельдмаршалом. В 1890 году принц получил Орден Святого Патрика, а 8 марта 1901 года стал кавалером Королевского Викторианского ордена. В 1891 году Дублинский университет присвоил Эдуарду степень доктора юридических наук.
Dictionary of National Biography в 1913 году характеризовала Эдуарда как «Отличного солдата, пользовавшегося популярностью у всех чинов, дорожившего культурными традициями своей семьи. Он оказывал широкое гостеприимство в своем лондонском доме, среди его гостей были представители литературы, искусства и науки, а также солдаты и общественные деятели».
Умер от аппендицита.
Умер 16 ноября 1902 года в доме на Портленд-плейс 16 и с воинскими почестями был похоронен в Чичестерском соборе.

## Семья
27 ноября 1851 года в Лондоне Эдуард женился морганатическим браком на леди Августе Гордон-Леннокс (1827—1904), дочери Карла Гордон-Леннокс, 5-го герцога Ричмонд. Бернард даровал невестке титул «графини Дорнбург», а в 1866 году она получила титул принцессы Великобритании. Брак был бездетным.